# Cher Hans, brave Piotr
Pour plus de détails, voir Fiche technique et Distribution.
Cher Hans, brave Piotr (Милый Ханс, дорогой Пётр) est un film dramatique historique germano-russe réalisé par Alexandre Mindadze et sorti en 2015.

## Synopsis
Le film raconte l'histoire d'ingénieurs allemands qui, juste avant la guerre, travaillent dans une usine de l'ouest de l'URSS, où ils développent des relations privilégiées avec des collègues ingénieurs soviétiques. Les ingénieurs allemands s'affairent à fabriquer des lentilles optiques ultra-propres. L'évolution historique va mettre ces travailleurs de deux nationalités en porte à faux. Il n'y a pas de scènes de bataille dans le film, toute l'attention se concentre sur les sentiments intérieurs des personnages russes et allemands, forcés de vivre dans l'obéissance aux lois de cette époque tragique.

## Fiche technique
- Titre français : Cher Hans, brave Piotr[1],[2]
- Titre original russe : Милый Ханс, дорогой Пётр[3], Mily Chans, dorogoi Pjotr
- Titre allemand : Lieber Hans, bester Pjotr[4]
- Réalisation : Alexandre Mindadze
- Scenario : Alexandre Mindadze
- Photographie :	Oleg Mutu
- Musique : Valeri Siver
- Décors : Kirill Chouvalov, Ekaterina Khimitcheva
- Production : Alexandre Mindadze, Lisa Antonova, Heino Deckert
- Société de production : Passager, Sota Cinema, Ma.ja.de
- Pays de production :  Russie -  Allemagne
- Langues originales : russe, allemand
- Format : Couleurs - 2,35:1
- Durée : 120 minutes
- Genre : Drame historique
- Dates de sortie :
  - Russie : 24 juin 2015 (Festival du film de Moscou) ; 10 mars 2016 (sortie nationale)
  - Allemagne : 7 octobre 2015 (Festival du film de Hambourg)
  - France : 12 novembre 2015 (Festival du film russe de Paris)

## Distribution
- Jakob Diehl (de) : Hans
- Birgit Minichmayr : Greta
- Mark Waschke : Otto
- Marc Hosemann (de) : Willi
- Rosa Khairoullina (ru) : La mère de Zoïa
- Andrious Dariala : Piotr
- Svetlana Kossolapova : la femme de Piotr
- Anguelina Rimachevskaïa : Zoïa
- Evgueni Sarmont : le traducteur
- Anna Skidanova : l'amie
- Andreï Annenski (ru) : Voix off de l'auteur

## Production
Le tournage a eu lieu durant l'été 2014 dans la ville ukrainienne de Nikopol, à une courte distance des lieux du conflit russo-ukrainien qui vient d'éclater.
Le budget total du projet s'élève à environ 3,4 millions d'euros.